# Bram Schepers
Bram Schepers is een personage uit de Vlaamse soap Thuis dat vanaf 13 oktober 2009 gespeeld werd door Bert Verbeke. In oktober 2012 verdween hij drie maanden van het scherm. Op 7 mei 2014 verdween hij definitief van het scherm.

## Fictieve biografie
Bram kwam in 2009 oorspronkelijk in beeld als pester van Franky: hij heeft hem geslagen en z'n gsm gestolen. Toen Bram beschuldigd werd van diefstal van een juweel van Yvette, heeft Franky bekend dat Freddie de schuldige was. Bram en Franky werden dikke vrienden en gingen op leercontract bij Sanitechniek.
Bram is de zoon van Herman Schepers, de ex-man van Simonne. Zijn moeder Lut is gestorven na een auto-ongeluk waarbij ze dronken was. Bram verwijt zijn vader dat hij zijn moeder in de steek liet en hem nooit meer wilde zien. In feite had de rechter verboden dat Herman zijn zoon nog mocht zien. Die rechter bleek een relatie te hebben met Lut. De relatie tussen Bram en Herman is dus zeer slecht, al wil Herman er alles aan doen om een goede band te hebben met zijn zoon. Dat lukt hem en de twee krijgen een goede vader-zoonrelatie. Brams wereld stort dan ook in als zijn vader terminaal ziek is. Ze proberen hun laatste maanden samen zo goed mogelijk door te brengen. Herman overlijdt wanneer ze samen vissen. Franky en Simonne proberen Bram zo goed mogelijk op te vangen.
Na Hermans dood wordt Simonne Brams voogd (dit was de laatste wil van Herman). Bram trekt in bij de familie Bomans, tot groot ongenoegen van Frank. Wanneer Franky Eline - een meisje dat Bram eerst had gezien - versiert, ontstaat er ruzie tussen de vrienden. Het komt echter goed. De spanning stijgt opnieuw nadat Frank de erfenis van 50.000 euro van Bram steelt om zo de aandelen van Kris Moreels in Sanitechniek over te kopen. Frank kan worden overtuigd om de aandelen te schenken aan Bram. Wat tot een verzoening had moeten leiden, ontaardt in een hevige ruzie waarbij Frank door Bram wordt neergestoken. Omdat Bram reeds meerderjarig is beslist de minderjarige Franky om alle gevolgen van dit drama te zullen dragen en komt zo onterecht enige tijd in een jeugdinstelling. Bram tracht de band tussen Frank en Franky te verbeteren, maar voor Frank gaat dat allemaal wat te vlug.
Nadat Franky terug vrij is, probeert Bram zo veel mogelijk tijd met hem door te brengen. Het wordt steeds duidelijker dat het voor Franky niet enkel om vriendschap gaat. Wanneer Franky bekent dat hij homo is en verliefd op Bram, wordt Bram razend, trekt in bij zijn vriendin Paulien en verbreekt alle contact.
Nadat Bram verneemt dat hij Paulien zwanger heeft gemaakt, gaat hij terug naar Franky en worden alle plooien gladgestreken. Bram weet niet wat te doen met de zwangerschap. Uiteindelijk gaan Bram en Simonne naar Paulien om te zeggen dat Bram geen vader wil zijn. Een furieuze Paulien verklapt dat Bram Frank heeft neergestoken. Simonne kan het geheim niet bewaren en vertelt de waarheid aan Frank. Frank gaat op klopjacht naar Bram en tracht hem te verdrinken. Franky kan dit net verhinderen. Bram gaat vervolgens naar Paulien met de melding dat hij zijn verantwoordelijkheid wil opnemen, maar Paulien heeft net een abortus laten plegen en wil niets meer met hem te maken hebben.
Bram probeert haar te vergeten door zo veel mogelijk meisjes te versieren. Een van die onenightstands, Lynn, groeit later uit in een serieuze relatie. Lynn is echter niet zo trouw en flirt tijdens haar relatie met verschillende mannen. Wanneer Bram haar betrapt met Tom, dumpt hij haar. Niet veel later valt hij voor de charmes van Jana. Ondanks het (kleine) leeftijdsverschil, beginnen zij een relatie. Ze moeten die verborgen houden, maar het duurt niet lang alvorens Franky erachter komen. Tibo betrapt Bram en Jana op zijn trouwfeest en slaat hem een blauw oog.
Tibo geeft verschillende keren aan dat Bram moet verhuizen. Bram vindt een appartement, maar na renovatie blijkt dat hij nog geen huurcontract had en dat de zoon van de eigenaar nu intrekt. Daarop vertrekt hij met de noorderzon. Wanneer Jana zwanger blijkt te zijn van Bram, wil ze dit voor hem verborgen houden. Franky is van mening dat Bram dit als vader moet weten en post enkele berichten op diens Facebook-pagina. Uiteindelijk neemt Bram via videochat contact op met Franky en verneemt zo het nieuws. De volgende dag - drie maanden na zijn vertrek - staat Bram onverwachts in café Frens. Jana vindt dat Bram is veranderd en ze beginnen terug een relatie, ondanks zij ondertussen samen is met Lowie Bomans. Wanneer Tibo de relatie verneemt, wil hij dat Bram zich moet bewijzen dat hij voor een kind en studerende vrouw kan zorgen. Daarop besluit Bram om zijn laatste investering, een Ford Mustang, te verkopen. Op de avond van verkoop crasht Bram met de auto. Hoewel de auto total loss is, heeft Bram geen ernstige verwondingen.
Sinds zijn terugkeer verblijft Bram in de voormalige slaapkamer van Kasper in Zus & Zo. Jana blijft regelmatig bij hem slapen. Wanneer op een dag de boiler stuk is, vervangt Bram deze. Hij weet niet dat Eddy Van Notegem en Luc Bomans (en voorheen ook Frank Bomans) bij Sanitechniek een zwendel hadden opgestart in namaakproducten. Enkele dagen later vindt Bram Jana bewusteloos in de badkamer. Ze heeft een koolstofmonoxidevergiftiging. Zelf overleeft ze dit, maar hun ongeboren baby Jack sterft ondanks de poging van de dokters om hem te redden met een keizersnede. 
Aanvankelijk kan Luc Bram wijsmaken dat Frank en Eddy volledig verantwoordelijk waren voor de hele zwendel, waardoor de vriendschap van Bram en Franky voorbij lijkt. Maar wanneer Frank en Eddy voorwaardelijk zijn vrijgekomen kunnen ze met behulp van informatie afkomstig van Lucs USB-stick aan Bram hun echte rol en die van Luc tonen. Hieruit blijkt duidelijk dat Luc de allergrootste schuldige was. Bij Bram is daarna het hek van de dam: hij staat voor Sanitechniek, waar Luc zich op dat moment schuilhoudt, en gooit woest alle ruiten in. Franky kan hem uiteindelijk daar weghalen. Na de trouw van Peter en Peggy wordt Luc opeens roerloos aangetroffen. Net als Bram wisten ook vele anderen van zijn rol in de zwendel. Bram geeft zichzelf aan bij de politie, maar het onderzoek toont al snel aan dat hij dit enkel doet omdat hij denkt dat Jana de dader is.
Bram gaat op zoek naar werk en kan starten bij klusbedrijf De Kabouters. Tezelfdertijd besluiten Tibo en Franky om op huwelijksreis te gaan. Franky vraagt aan Bram of hij tijdelijk zijn plaats wil innemen in café Frens. Bram gaat akkoord waardoor de job bij De Kabouters uiteindelijk naar Frank gaat.
Bram en Jana willen verhuizen uit de Zus & Zo omwille van de herinneringen aan Jack. Ze trekken in bij Frank en Simonne. Lowie is nog steeds verliefd op Jana, wat niet onopgemerkt blijft bij Bram en Paulien. Omdat Lowie in dezelfde klas van Jana zit, trekken de twee veel met elkaar op. Enerzijds is Lowie jaloers omdat hij Jana niet voor hem kan winnen, anderzijds is Bram jaloers omdat hij denkt dat Jana voor Lowie zal kiezen. Wanneer Jana en Lowie aan de universiteit een openbare les psychologie volgen, gaat Bram met hen mee. Bram tracht de plezanterik uit te hangen door flauwe grappen/antwoorden te geven op vragen die de docent stelt. Jana voelt zich beschaamd en trekt daardoor nog meer met Lowie op. 
Jana en Lowie vertrekken weldra op schoolreis naar Italië. Bram vreest dat Lowie daar alle kansen zal benutten om Jana voor zich te winnen. Daarom vraagt Bram op Valentijn Jana ten huwelijk. Zij gaat niet in op het aanzoek omdat ze zich te jong voelt. Bram voelt zich vernederd. Zoals Bram voorspelde, tracht Lowie om Jana te versieren in Italië. Na een kus houdt Jana Lowie tegen en zegt dat ze niet meer dan vrienden kunnen zijn. Bram is namelijk de man van haar leven. Tezelfdertijd zit een ietwat depressieve Bram in café Frens tezamen met Paulien. Paulien is nog stiekem verliefd op Bram. Bram kan zijn seksuele driften niet beheersen en beiden hebben seks. Bram krijgt al snel spijt van zijn daden en laat Paulien vallen. Dit zorgt voor een slechte sfeer in café Frens waardoor Jens genoodzaakt is om Bram te ontslaan. Hij neemt terug contact op met De Kabouters en gaat alsnog aan de slag. Na terugkeer uit Italië verneemt Jana wat er gebeurd is tussen Bram en Paulien. Hoewel Bram volhoudt dat het allemaal niets te betekenen had, maakt Jana het uit. 
Na enige tijd beseft Jana dat ze nog steeds van Bram houdt. Ze zoekt hem op en het koppel gaat terug samenwonen in Zus & Zo. Bram kan het verleden niet achter zich laten en, na een gesprek met Sam, wil hij druivenplukker worden op een wijnboerderij in Frankrijk. Jana wil met hem meegaan waardoor ze haar diploma middelbaar onderwijs niet zal afmaken. Bram stelt eerst voor dat Jana pas komt nadat ze haar diploma heeft, maar hij beseft ook dat er in Frankrijk geen toekomst is voor Jana. Daarom vertrekt hij op een ochtend zonder haar en laat hij enkel een brief achter. Jana achterhaalt waar Bram verblijft en zoekt hem in Frankrijk op. Daar verbreekt Bram de relatie definitief. Jana stelt voor dat ze hem volgend jaar komt opzoeken. Bram wil dit niet en laat al uitschijnen dat hij tegen die tijd mogelijk niet meer werkt in de wijngaard en mogelijk Frankrijk heeft verlaten. 